# Żaba Monika
Żaba Monika – kukiełkowa i animowana bohaterka programów dziecięcych TVP, której głosu użycza Zbigniew Poręcki.
Pierwszy raz pojawiła się w Teleferiach. W latach 1986–1989 występowała w programie „Wyprawy profesora Ciekawskiego”. Największą sławę przyniósł jej program „Ciuchcia” nadawany w latach 1990–2000, który prowadziła razem z Kulfonem. Między tymi dwoma programami występowała w „Trąbie”.